# Ласосна
Ласосна или Ласасјанка (блр. Ласосна, Ласасянка; рус. Лососна; пољ. Łosośna) река је у североисточном делу Пољске и западном делу Гродњенске области Белорусије. Лева је притока реке Њемен у коју се улива недалеко од града Гродна. 
Дужина водотока је 46 km, а површина басена 468 km². просечан проток у зони ушћа је 2,8 m³/s, док је просечан пад 1,1 м/км. 
На реци је саграђено једно мање вештачко језеро. 